# Котяча акула саламандрова
Котяча акула саламандрова (Parmaturus pilosus) — акула з роду Parmaturus родини Котячі акули. Інші назви: «японська котяча акула», «саламандровий парматурус».

## Опис
Загальна довжина досягає 65 см. На думку дослідників може сягати 75-80 см завдовжки, втім це натепер науково не доведено. Голова витягнута. Морда помірно коротка, широко закруглена. Очі овальні, горизонтальної форми, з мигальною перетинкою. За ними розташовані крихітні бризкальця. Ніздрі мають трикутні великі носові клапани. Губні борозни короткі. Рот помірного розміру. Зуби дрібні. У неї 5 пар коротких зябрових щілин. Перетинки зябрового апарату позаду увігнуті. Тулуб м'який. Грудні плавці широкі. Має 2 спинних плавця однакового розміру. Передній спинний плавець розташовано позаду черевних плавців. Задній спинний плавець розташовано далеко позаду анального плавця. Анальний плавець дещо більше за задній спинний. Хвостовий плавець гетероцеркальний. На ньому зверху та знизу розташовані гребіні зі збільшеної луски.
Забарвлення монотонне: коричневе. Черево та крайки плавці трохи світліше за загальний фон.

## Спосіб життя
Тримається на глибинах між 358 та 895 м, континентальних схилах. Полює біля дна, є бентофагом. Живиться невеличкими ракоподібними та молюсками, а також дрібною костистою рибою.
Статева зрілість у самців настає при розмірах 56-58 см, самиць — 60-65 см. Це яйцекладна акула. Процес розмноження вивчено не достатньо.
Є об'єктом місцевого рибальства задля печінки багатої на сквален.

## Розповсюдження
Мешкає у Східно-Китайському морі: в акваторії Тайваню, біля архіпелагу Рюкю та о. Хонсю (Японія).